# 拉斐爾·萊姆金
拉斐爾·萊姆金（英語：Raphael Lemkin，1900年6月24日—1959年8月28日），是猶太裔波蘭律师，以提出种族灭绝的概念著称。他在《被佔領歐洲的軸心國統治：佔領法、政府分析、賠償計畫》（Axis Rule in Occupied Europe: Laws of Occupation, Analysis of Government, Proposals for Redress）中，首次使用「Genocide」一詞，以为1915年针对亚美尼亚人和亚述人的屠杀的受害者辩护。